# Joseph Mercieca
Joseph Mercieca (Victoria, 11 novembre 1928 – Żejtun, 21 marzo 2016) è stato un arcivescovo cattolico maltese.

## Biografia
Nato a Victoria, l'antico nome di Rabat, l'11 novembre 1928, fu ordinato sacerdote nel 1952.

### Ministero episcopale
Il 29 settembre 1974 fu consacrato vescovo ausiliare di Malta per l'imposizione delle mani dell'arcivescovo Michael Gonzi, coconsacranti i vescovi Nikol Joseph Cauchi e Francesco Ricceri.
Il 29 novembre 1976 successe all'arcivescovo Michael Gonzi nel governo dell'arcidiocesi di Malta. Rimase arcivescovo per più di trent'anni, fino al 2 dicembre 2006, quando lasciò l'incarico per raggiunti limiti d'età.
Morì a Żejtun il 21 marzo 2016, all'età di 87 anni, dopo alcuni mesi di malattia e venne sepolto all'interno della cattedrale di San Paolo.

## Genealogia episcopale e successione apostolica
La genealogia episcopale è:
- Cardinale Scipione Rebiba
- Cardinale Giulio Antonio Santori
- Cardinale Girolamo Bernerio, O.P.
- Arcivescovo Galeazzo Sanvitale
- Cardinale Ludovico Ludovisi
- Cardinale Luigi Caetani
- Cardinale Ulderico Carpegna

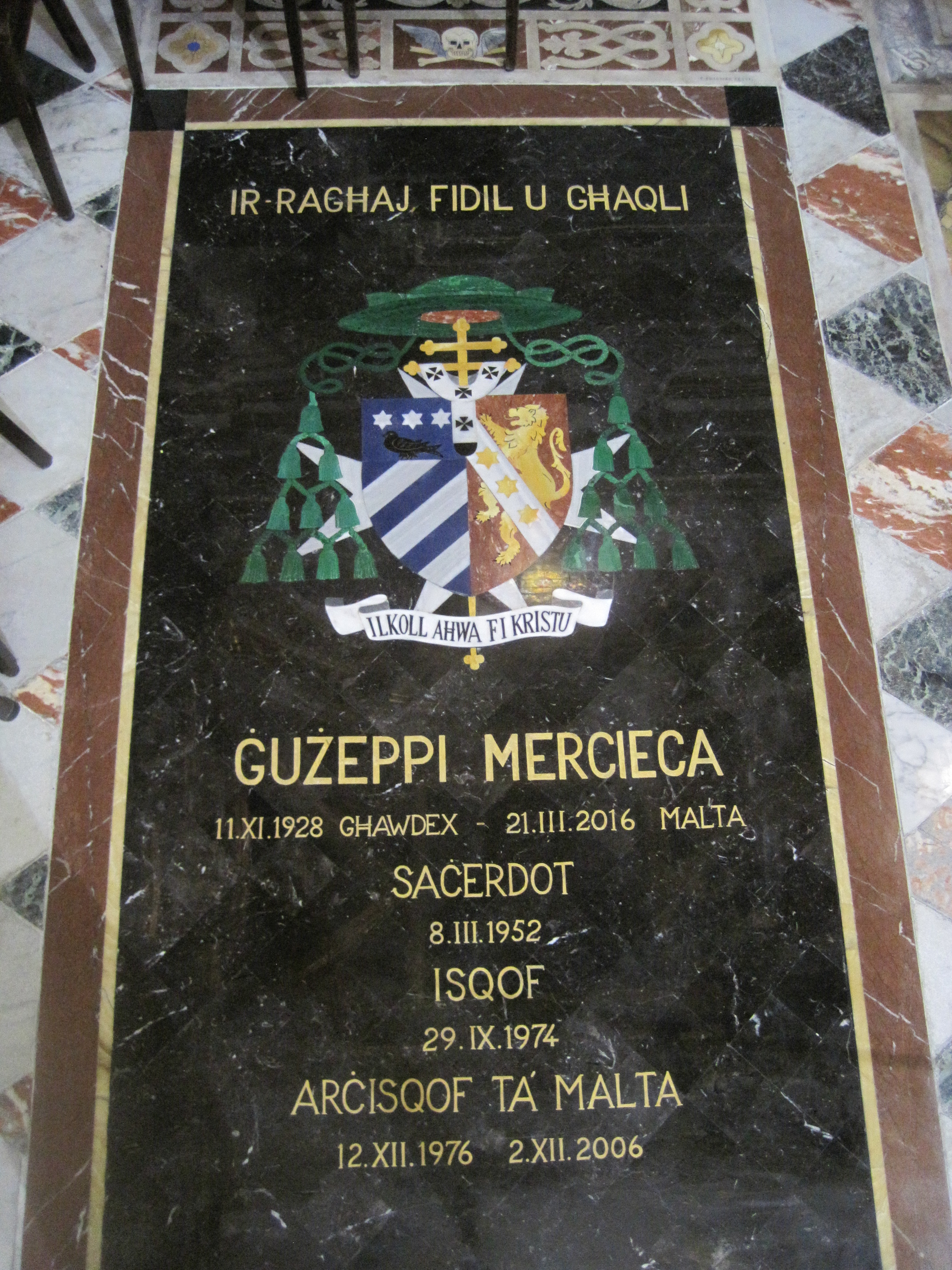
Tomba di mons. Mercieca

- Cardinale Paluzzo Paluzzi Altieri degli Albertoni
- Papa Benedetto XIII
- Papa Benedetto XIV
- Papa Clemente XIII
- Cardinale Bernardino Giraud
- Cardinale Alessandro Mattei
- Cardinale Pietro Francesco Galleffi
- Cardinale Giacomo Filippo Fransoni
- Cardinale Carlo Sacconi
- Cardinale Edward Henry Howard
- Cardinale Mariano Rampolla del Tindaro
- Cardinale Rafael Merry del Val
- Arcivescovo Mauro Caruana, O.S.B.
- Arcivescovo Michael Gonzi
- Arcivescovo Joseph Mercieca

La successione apostolica è:
- Vescovo Paul Darmanin, O.F.M.Cap. (1984)
- Vescovo Annetto Depasquale (1999)
- Arcivescovo Paul Cremona, O.P. (2007)